# Мобон
Мобон (кор. 모본, 慕本, Mobon, Mopon; 30 — 53) — корейський ван, п'ятий правитель держави Когурьо періоду Трьох держав.

## Біографія
Відповідно до Самгук Сагі Мобон був старшим сином третього вана Когурьо Темусіна. Зважаючи на малолітство Мобона на момент смерті Темусіна, трон зайняв його молодший брат і дядько Мобона Мінджун. Мобон же зійшов на престол після смерті останнього. Натомість Самгук Юса називає Мобона старшим братом Мінджуна.
Самгук Сагі також зазначає, що Мобон був злим і впертим, що викликало невдоволення серед його підданих. 49 року він здійснив напад на прикордонні командирства Династії Хань, однак згодом уклав мир з правителем Хань.
53 року Мобона вбив судовий службовець. Після його смерті трон зайняв Тхеджохо, син наймолодшого сина другого вана Когурьо Юрімьона.